# Santa Zaira
Santa Zaira fu una martire della Chiesa cattolica, in Spagna nel X secolo.

## Biografia
Le notizie su santa Zaira sono veramente poche, anzi quasi nulla è citato su di lei. Era probabilmente di origini musulmane e non è citata nei testi ufficiali della Chiesa, forse lo era in qualche edizione precedente del ‘Martyrologium Romanum’ che dal cinquecento, quando fu fatta la prima stesura, ha avuto vari aggiornamenti. Comunque in un catalogo odierno degli onomastici, essa viene citata come martirizzata in Spagna, durante l’occupazione dei Mori e ricordata il 21 ottobre. 
Altro sulla figura di questa santa non si sa, ma facendo qualche riflessione possiamo dedurre che deve perlomeno essere esistita. Il nome deriva dall'arabo Zahirah e significa “la rosa” e ricorre spesso nella letteratura orientale, anche nella forma Zara. In Spagna l’occupazione dei Mori musulmani, che durò dal 711 fino al 1212 per buona parte della Spagna, cadendo completamente solo nel 1492 con la perdita di Granada; provocò una nutrita persecuzione religiosa contro i cristiani preesistenti e le loro Istituzioni, con lo scopo di imporre la religione musulmana, negli stati diventati islamici con la loro dominazione. E in quel lungo periodo, in varie regioni spagnole, si ebbero molti martiri cristiani, i quali resistettero alle ingiunzioni, difendendo la fede cristiana, che grazie a loro non fu mai soppressa. In quel periodo di convivenza forzata e di schiavitù dei cristiani, imbarcati e portati nei paesi arabi d'origine degli occupanti, parecchi arabi si convertirono al cristianesimo, cambiando il loro nome arabo in un nome cristiano; cito ad esempio san Bernardo di Alzira che si chiamava Hamed, santa Maria di Alzira che si chiamava Zaida e santa Grazia di Alzira che si chiamava Zoraide, fratelli, convertiti e diventati monaci poi martiri per mano dei parenti musulmani. Viene citata come martire in Spagna, durante l'occupazione dei Mori, e viene ricordata il 21 ottobre.

## Culto
Nonostante non sia una santa molto popolare, è la più conosciuta di probabili origini musulmane. Non è riportata sul calendario, ma il suo culto è molto sentito in Spagna; in Italia è nota soprattutto a coloro che portano questo nome, che molti pensano non abbia onomastico.